# Championnat de Pologne de football 1969-1970
Navigation
Édition précédente Édition suivante
La saison 1969-1970 du championnat de Pologne est la quarante-deuxième saison de l'histoire de la compétition. Cette édition a été remportée par le Legia Varsovie pour la deuxième fois consécutive, devant le Ruch Chorzów.

## Les clubs participants
| Club               | Ville     |
| ------------------ | --------- |
| Katowice           | Katowice  |
| Gornik Zabrze      | Zabrze    |
| Gwardia Varsovie   | Varsovie  |
| Cracovia           | Cracovie  |
| Legia Varsovie     | Varsovie  |
| Odra Opole         | Opole     |
| Pogoń Szczecin     | Szczecin  |
| Polonia Bytom      | Bytom     |
| Ruch Chorzów       | Chorzów   |
| Stal Rzeszów       | Rzeszów   |
| Szombierki Bytom   | Bytom     |
| Wisła Cracovie     | Cracovie  |
| Zagłębie Sosnowiec | Sosnowiec |
| Zagłębie Wałbrzych | Wałbrzych |

## Compétition

### Classement
| Rang | Équipe               | Pts | J  | G  | N  | P  | Bp | Bc | Diff |
| ---- | -------------------- | --- | -- | -- | -- | -- | -- | -- | ---- |
| 1    | Legia Varsovie (T)   | 40  | 26 | 17 | 6  | 3  | 43 | 17 | +26  |
| 2    | Ruch Chorzów         | 35  | 26 | 12 | 11 | 3  | 42 | 20 | +22  |
| 3    | Górnik Zabrze (C)    | 35  | 26 | 13 | 9  | 4  | 35 | 20 | +15  |
| 4    | Polonia Bytom        | 31  | 26 | 11 | 9  | 6  | 27 | 22 | +5   |
| 5    | Zagłębie Sosnowiec   | 27  | 26 | 11 | 5  | 10 | 36 | 32 | +4   |
| 6    | Gwardia Varsovie (P) | 26  | 26 | 9  | 8  | 9  | 26 | 23 | +3   |
| 7    | GKS Katowice         | 26  | 26 | 8  | 10 | 8  | 19 | 18 | +1   |
| 8    | Wisła Cracovie       | 24  | 26 | 7  | 10 | 9  | 20 | 28 | -8   |
| 9    | Stal Rzeszów         | 23  | 26 | 9  | 5  | 12 | 30 | 36 | -6   |
| 10   | Szombierki Bytom     | 22  | 26 | 7  | 8  | 11 | 25 | 33 | -8   |
| 11   | Zagłębie Wałbrzych   | 22  | 26 | 6  | 10 | 10 | 20 | 28 | -8   |
| 12   | Pogoń Szczecin       | 21  | 26 | 6  | 9  | 11 | 21 | 31 | -10  |
| 13   | Odra Opole           | 21  | 26 | 6  | 9  | 11 | 22 | 36 | -14  |
| 14   | KS Cracovia (P)      | 11  | 26 | 2  | 7  | 17 | 16 | 38 | -22  |

| Légende | Légende                                                                                      |
| ------- | -------------------------------------------------------------------------------------------- |
|         | Coupe des clubs champions européens 1970-1971 (1er tour)                                     |
|         | Coupe d'Europe des vainqueurs de coupe 1970-1971 (1er tour)                                  |
|         | Coupe des villes de foires 1970-1971 (1er tour)                                              |
|         | Relégation en II Liga                                                                        |
|         | (T) : Tenant du titre 1968-1969 (C) : Vainqueur de la Coupe de Pologne 1969-1970 (P) : Promu |

## Bilan de la saison
| Tableau d'Honneur |                |
| Compétition       | Vainqueur      |
| I Liga            | Legia Varsovie |
| Coupe de Pologne  | Górnik Zabrze  |

| Promotions et relégations |                        |
| Relégués en II Liga       | Odra Opole Cracovia    |
| Promus de II Liga         | Stal Mielec ROW Rybnik |

| Qualifications européennes 1970-1971   |                |
| Coupe des clubs champions européens    | Qualifié       |
| 1er tour                               | Legia Varsovie |
| Coupe d'Europe des vainqueurs de coupe | Qualifié       |
| 1er tour                               | Górnik Zabrze  |

## Meilleurs buteurs
| # | Joueur               | Équipe             | Buts |
| - | -------------------- | ------------------ | ---- |
| 1 | Andrzej Jarosik      | Zagłębie Sosnowiec | 18   |
| 2 | Robert Gadocha       | Legia Varsovie     | 12   |
|   | Włodzimierz Lubański | Górnik Zabrze      | 12   |
|   | Jan Pieszko (pl)     | Legia Varsovie     | 12   |